# Platygaster columbiana
Platygaster columbiana är en stekelart som beskrevs av Fouts 1924. Platygaster columbiana ingår i släktet Platygaster och familjen gallmyggesteklar. Inga underarter finns listade i Catalogue of Life.